# Liste des évêques de Comacchio
Cette liste recense les évêques qui se sont succédé sur le siège de Comacchio érigé dès le VIe siècle. En 1908, il est uni avec Ferrare mais l'union est rompue en 1920. En 1976, Mgr Franceschi est nommé évêque de Ferrare et de Comacchio, unissant les deux sièges in persona episcopi. La pleine union des deux diocèses est établie en 1986 et le nouveau district ecclésiastique prend le nom actuel d'archidiocèse de Ferrare-Comacchio.

## Évêques de Comacchio
- Vincenzo (début du VIIIe siècle)
- Vitale (787-827)
- Cipriano (mentionné en 858)
- Stefano (mentionné en 879)
- Orso (mentionné en 954)
- Bernardo (Xe siècle)
- Gregorio (mentionné en 969)
- Giorgio (mentionné en 997)
- Giovanni Ier (1003-1016)
- Pietro (mentionné en 1053)
- Adelberto ou Alberto (mentionné en 1086)
- Ildebrando (mentionné en 1122)
- Enrico, O.Cist (mentionné en 1141)
- Leone (mentionné en 1154)
- Giovanni II (1205-1222)
- Donato (1222-?)
- Bozio (1253-1261)
- N. (mentionné en 1261)
- Michele (1265-1274)
- Taddeo (1277-1280)
- Bartolo (1285-?)
- Onorato (?)
- Pietro Mancinelli, O.P (1304-1327)
- Esuperanzio Lambertazzi (1327-1327), nommé évêque d'Adria
- Francesco de' Boatteri, O.P (1328-1333)
- Bartolomeo, O.P (1333-1348)
- Pace, O.F.M (1348-1349)
- Remigio, O.E.S.A (1349-1357), nommé évêque de Pistoia
- Guglielmo Vasco, O.F.M (1357-1371), nommé évêque de Sienne
- Teobaldo, O.S.B (1371-1381)
- Federico Purlilli (1381-?)
  - Biagio, O.F.M (1382-1385), antiévêque
- Simone Saltarelli, O.P (1386-1396), nommé évêque de Trieste
- Pietro Buono, O.S.B (1396-1400)
- Onofrio Visdomini, O.E.S.A (1400-1401)
- Giacomo Bertucci degli Obizzi (1402-1404), nommé évêque d'Adria
- Giovanni Strata (1406-1418), nommé évêque de Forlì
- Alberto Buoncristiani, O.S.M (1418-1431)
- Mainardino de' Contrarii (1431-1449)
- Bartolomeo de' Medici, O.P (1450-1460)
- Francesco Fogliani (1460-?)
- Filippo Zoboli (1472-1497)
- Maladusio d'Este (1497-1506)
- Tommaso Foschi (1506-1514)
- Ghilino Ghilini (1514-1559)
- Alfonso Rossetti (1559-1563), nommé évêque de Ferrare
- Ercole Sacrati (1563-1591)
- Orazio Giraldi (1592-1617)
- Alfonso Sacrati (1617-1625)
- Camillo Moro (1626-1630)
- Alfonso Pandolfi (1631-1648)
- Giulio Cesare Borea (1649-1655)
- Sigismondo Isei (1655-1670)
- Nicolò Arcani (1670-1714)
- Francesco Bentini (1714-1744)
- Giovanni Cavedi, O.F.M (1744-1744)
- Cristoforo Lugaresi (1745-1758)
- Giovanni Rondinelli (1758-1795)
  - Gianfilippo Fogli (1796-1797), évêque élu
- Gregorio Boari, O.F.M.Cap (1797-1817)
- Michele Virgili (1819-1855)
- Vincenzo Moretti (1855-1860), nommé évêque de Cesena
- Fedele Bufarini (1860-1867)
- Alessandro Paolo Spoglia (1867-1879)
- Aloisio Pistocchi (1879-1883)
- Tullio Sericci (1883-1902)
- Alfonso Archi (1902-1905), nommé évêque de Côme
  - Siège unit à Ferrare (1908-1920)
- Gherardo Sante Menegazzi, O.F.M.Cap (1920-1938), nommé évêque de Dorylée
- Paolo Babini (1938-1950), nommé évêque de Forlì
- Natale Mosconi (1951-1954), nommé évêque de Ferrare
- Giovanni Mocellini (1955-1969), nommé évêque d'Adria
  - Natale Mosconi (1969-1976), administrateur apostolique
- Filippo Franceschi (1976-1982), nommé archevêque, à titre personnel, de Padoue
- Luigi Maverna (1982-1986), nommé archevêque de Ferrare-Comacchio

## Sources
- http://www.catholic-hierarchy.org